# Legio V Macedonica
La Ve légion Macedonica est une légion romaine qui était présente dans l'armée d'Octavien et resta en service jusqu'à la fin de l'Empire romain. Elle eut le plus souvent sa garnison dans les régions danubiennes. Ses emblèmes étaient le taureau et l'aigle.

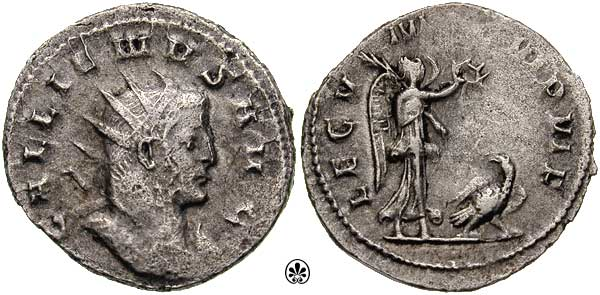
Monnaie de Gallien célébrant la Ve légion Macedonica.

## Histoire

### Création et premières garnisons
L'origine de la légion V Macedonica est peut-être à chercher dans les légions créées par Caius Vibius Pansa Caetronianus et Octavien en -43. La légion V Urbana était une des légions de Pansa, mais E. Ritterling pensait peu probable qu'il faille l'identifier à la V Macedonica. On connaît aussi sous Auguste une légion V Gallica même si son histoire est peu claire : on ne sait s'il faut l'identifier à la legio V Alaudae, à la V Macedonica ou s'il s'agit d'une autre légion encore. Toutefois Ronald Syme et Emil Ritterling considéraient qu'il s'agissait de la V Macedonica. Après la bataille d'Actium, et la réorganisation de l'armée par Auguste, la légion fut placée en garnison en Macédoine d'où elle tira son nom définitif. La légion y recruta des soldats à une date assez haute. Son histoire est alors très mal connue. Il semble aussi, selon Ronald Syme, qu'à l'époque d'Auguste la V Macedonica opéra en Orient, peut-être en liaison avec les déplacements de Gaius César. Quoi qu'il en soit la V Macedonica retourna ensuite dans la région des Balkans. Avec la legio IV Scythica, elle est la première légion romaine sur le Danube que nous connaissons nommément. Si ces deux légions ne sont attestées explicitement que vers 34 on considère qu’elles étaient en Mésie dès 6-9. Sa garnison en Mésie se trouvait à Oescus. Des inscriptions latines attestent de son implantation et notamment de la présence de chargés du ravitaillement. Par la suite la garnison de la légion resta attachée aux provinces danubiennes, mais à plusieurs reprises elle s'en éloigna pour participer à des conflits d'envergure, en particulier dans les provinces orientales de l'empire.

### De Corbulo à Vespasien: des opérations notables en Orient auIersiècle
Sous Néron, en 62, la légion est envoyée en Orient, en direction de l'Arménie, où elle se retrouve sous les ordres de Cnaeus Domitius Corbulo et joue un rôle prééminent dans les opérations. 
Lorsque la première guerre judéo-romaine éclate en 66, la V Macedonica est envoyé en Judée où elle se retrouve directement sous les ordres de Vespasien avec la legio X Fretensis. Selon Flavius Josèphe, dans l’été 67, la légion remporta la victoire du mont Garizim sur les Samaritains, puis participa au siège de Gamala en 68. Sa garnison se trouvait alors à Césarée puis à Emèse. Elle participa à la bataille de Jérusalem en 69-70 sous les ordres de Titus. Par la suite, elle stationne brièvement à Alexandrie. À la fin de la guerre de Judée, en 71, elle retourne à Oescus.

### De la Mésie à la Dacie: leIIesiècle
C'est en partie au sein de la V Macedonica que le futur empereur Hadrien effectua son service de tribun militaire, vers 96. Quelques années plus tard la légion est momentanément déplacée pour participer aux deux guerres daciques de Trajan (101-106). De retour en Mésie elle installe sa garnison à Troesmis (Iglita) dans la région du delta du Danube. 
Il est possible que la légion envoya un détachement participer à la répression contre Bar Kokhba

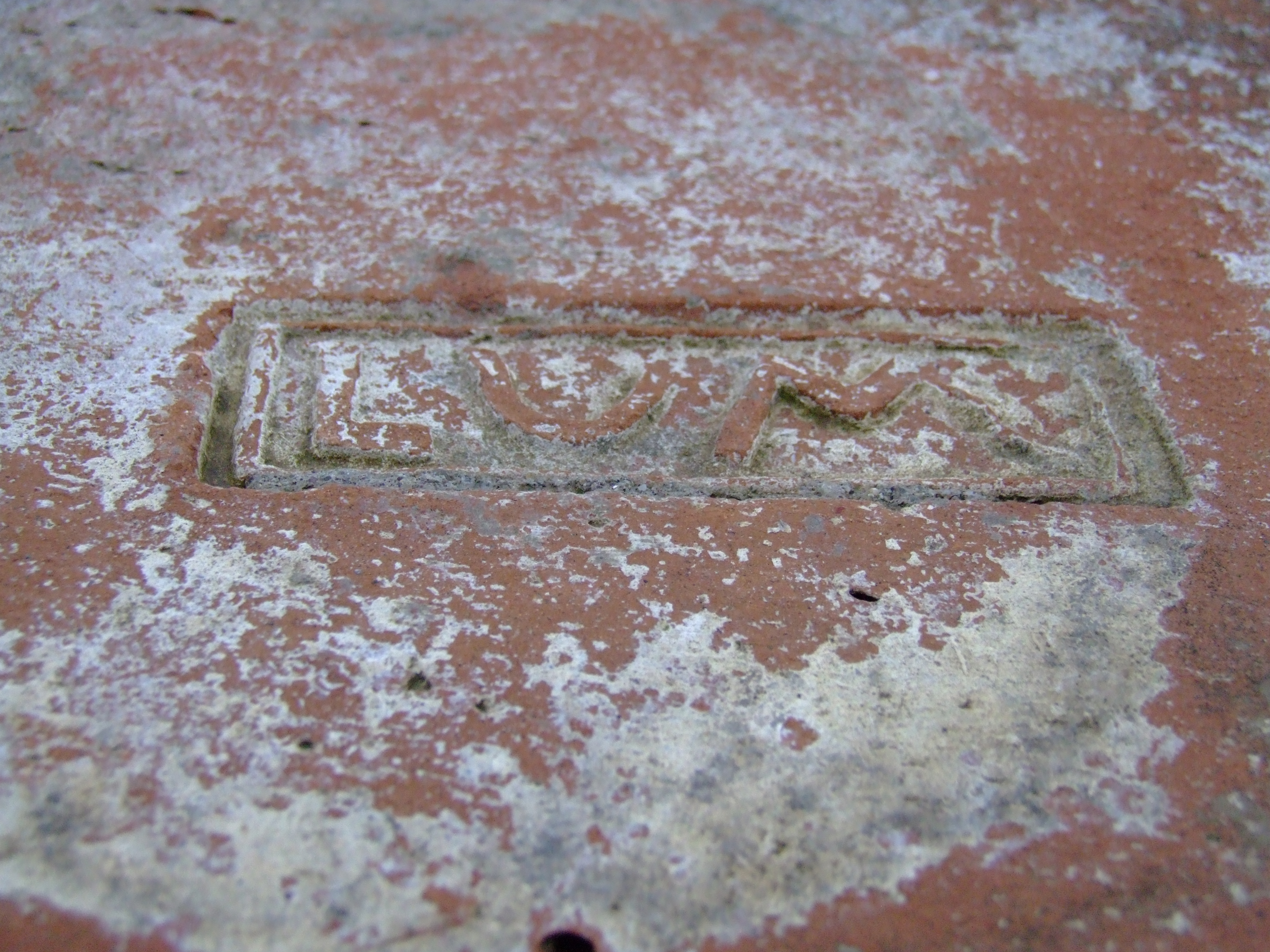
Brique portant la marque de la légion et retrouvée dans son camp de Potaissa.

En 162, elle quitte sa garnison de Troesmis sous les ordres de Publius Martius Verus pour participer à la guerre parthique de Lucius Verus. Toutefois à son retour, vers 166, elle ne réintégra pas le camp de Troesmis et s'installa à Potaissa en Dacie au plus tard en 168. Les circonstances et la chronologie de ce déplacement de garnison ne sont cependant pas connues précisément : les provinces de Dacie étaient alors soumises à de grandes menaces militaires barbares et furent réorganisées et réunies sous la direction d'un seul gouverneur qui dirigeait désormais deux légions. Il est possible qu'entre son retour et son installation en Dacie la légion ait été placée sous les ordres de Sextus Calpurnius Agricola au sein d’un commandement autonome. De sa nouvelle garnison elle participa à défense de la Dacie et des provinces danubiennes, en particulier lors des guerres marcomanniques de Marc Aurèle ainsi qu'au début du règne de son fils Commode. C'est alors, vers 185, que son comportement exemplaire lors d'une mutinerie lui valut les surnoms de Pia et Constans et elle reçut vraisemblablement aussi, pour la première fois, les surnoms de Pia Fidelis.

### Défense et abandon de la Dacie

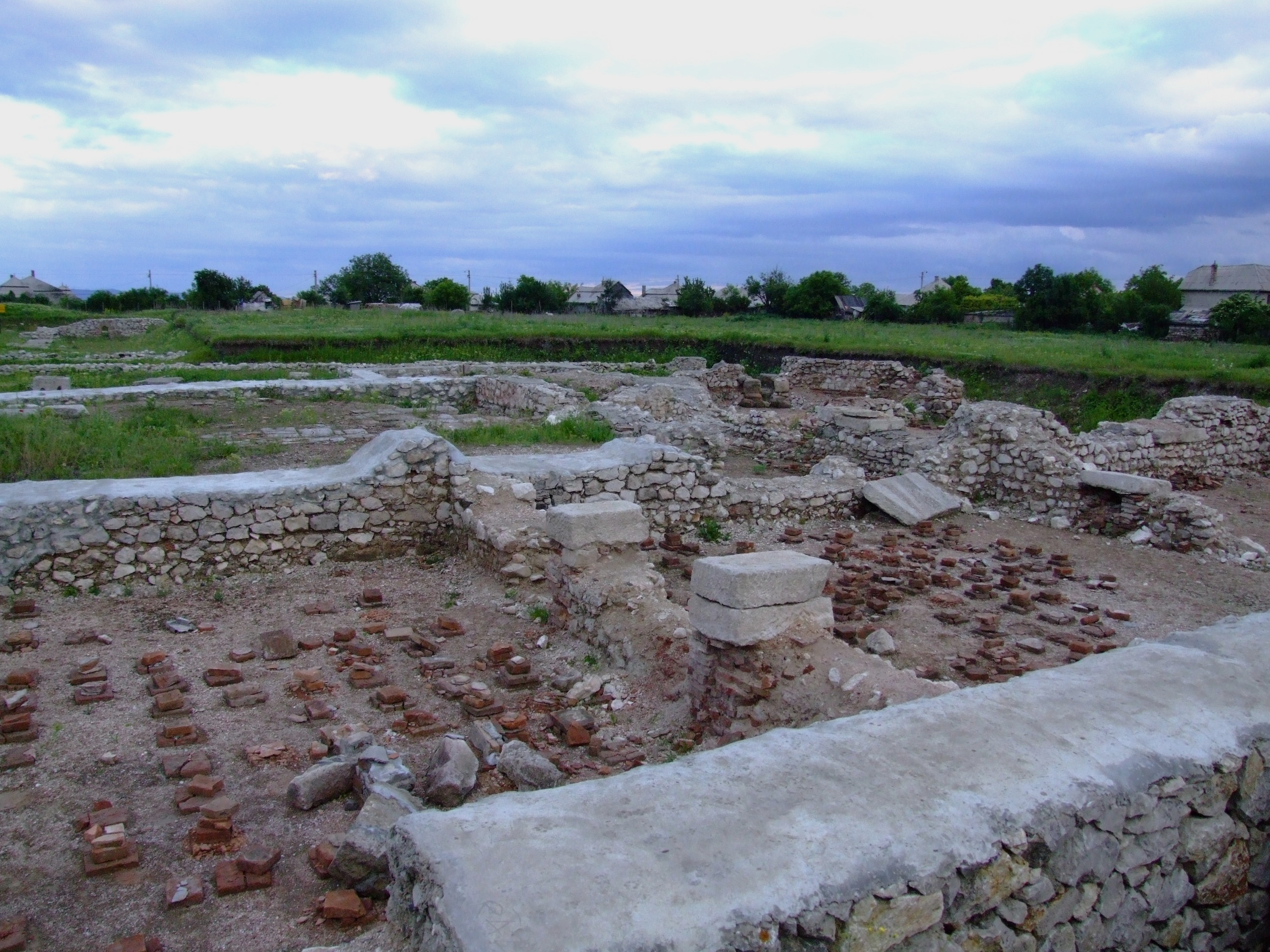
ruines des thermes de la légion à Potaissa

Installée à Potaissa, la légion participa à la défense de la Dacie mais aussi aux affrontements entre candidats à l'empire qui se multiplièrent au IIIe siècle avec la montée des menaces sur les frontières de l'empire. La V Macedonica, par l’intermédiaire de vexillations, fut un des soutiens constants et importants de Septime Sévère : des détachements de la légion participèrent à la descente de Sévère sur l’Italie en 193, à la campagne contre Pescennius Niger en 193-195, et à la bataille de Lyon contre Clodius Albinus en 197. 
Au IIIe siècle, l’histoire de la V Macedonica est étroitement associée à celle de l’autre légion de Dacie, la legio XIII Gemina. Selon Ioan Piso, il est vraisemblable que des vexillations des deux légions aient accompagné Maximin le Thrace jusqu’à Aquilée avec à leur tête le gouverneur de la Dacie. Au milieu du siècle la légion se retrouve fortement impliquée dans les regroupements de troupes destinés à défendre les frontières de l’empire et composés à partir de troupes prélevées dans plusieurs provinces. C’est à ce titre que des éléments des légions de Dacie peuvent s’installer en Italie du nord. Ces vexillations, destinées à procurer de la mobilité aux armées romaines, sont dirigées par des officiers portant le titre de dux ayant sous leurs ordres des officiers portant le titre de praepositus. C’est pourquoi l’on retrouve aussi à Poetovio, en Pannonie, des vexillations des légions V Macedonica et XIII Gemina dirigées par Flavius Aper, praepositus. La V Macedonica, et sans doute essentiellement sa cavalerie, contribua donc de manière notable à l'armée de campagne de Gallien.
Sur les monnaies célébrant les légions de Dacie les surnoms honorifiques sont précédés de numéros ce qui montre que l’honneur de recevoir le surnom fut réitéré. L’espace de l’Illyricum était en effet au cœur des luttes de pouvoir entre prétendant à l’empire, la fidélité des légions était donc célébrée par l’empereur régnant. Les monnaies de Gallien attestent que la V Macedonica reçut six fois les surnoms pia et fidelis, soit une fois de moins que l’autre légion de Dacie. La V Macedonica avait donc du choisir le parti d’un usurpateur à un moment donné, sans doute Regalianus. Après le règne de Gallien, le sort de la légion en Dacie est inconnu jusqu'à l'évacuation de la province. Lorsque l'évacuation de la Dacie fut entérinée par Aurélien, la légion retrouva une garnison à Oescus en Mésie en 271. En revanche un détachement de la légion fut envoyé en Orient en 295-296 et finalement installé à Memphis.